# Forever (canción de Aespa)
«Forever» (en hangul, 약속; romanización revisada, Yaksok) es una canción grabada por el grupo femenino surcoreano Aespa. Originalmente fue lanzada como el segundo sencillo digital del grupo el 5 de febrero de 2021 por SM Entertainment, posteriormente fue incluida en el segundo EP del grupo, Girls, lanzado el 8 de julio de 2022. Es una regrabación de la canción del mismo nombre de Yoo Young-jin, incluida en el álbum navideño de SM Winter Vacation in SMTown.com de 2000. «Forever» es una balada R&B de ritmo medio con un sonido de guitarra acústica y letras cálidas que prometen amor eterno.
Un videoclip de la canción se publicó simultáneamente con el lanzamiento del sencillo. El vídeo, inspirado en el invierno, muestra a Aespa en el País de las Maravillas dentro de un globo de nieve, con la nieve cayendo afuera. La canción debutó en el undécimo lugar en la lista World Digital Song Sales de Estados Unidos, convirtiéndose en su segunda entrada en general y recibiendo críticas generalmente favorables de los críticos musicales.

## Antecedentes y lanzamiento
El 29 de enero de 2021, SM Entertainment anunció que Aespa haría un regreso con «Forever», una regrabación de un sencillo de Yoo Young-jin, lanzado originalmente en el álbum navideño de SM Entertainment del año 2000, Winter Vacation in SMTown.com . El 1 de febrero, se lanzaron fotos conceptuales de Karina y Ningning, seguido por las de Winter y Giselle al día siguiente.

## Composición
«Forever» fue escrita y compuesta por Yoo Young-jin, mientras que la producción estuvo a cargo de Lee Soo-man. La canción fue descrita como una balada de ritmo medio con sonido de guitarra acústica y de instrumentos de cuerda en el fondo. En términos de notación musical, la canción está compuesta en Re bemol mayor, con un tempo de 184 pulsaciones por minuto, y tiene una duración de cuatro minutos y cincuenta y ocho segundos.

## Recepción
«Forever» recibió críticas generalmente favorables de los críticos musicales. En una reseña de tres estrellas, Ruby C de NME afirmó que el cuarteto añadió un «toque femenino» a su interpretación. El remake hace justicia a la original y puede incluso ser un poco más creíble, gracias a los encantos dulces y femeninos de Aespa, añadió. Para Hypebae, Ye-eun Kim describió «Forever» como una «nueva canción con temática de amor» que muestra un «lado completamente diferente del grupo». Irene Chou de The Brown Daily Herald describió la canción como «una balada suave con la sensación que finaliza el invierno» y elogió los «impresionantes» vocales del grupo, así como la «ejecución impecable de una coreografía atractiva».

## Videoclip y promoción
Antes del lanzamiento de «Forever», el grupo publicó fotos y vídeos teaser de la canción, que sirvieron como herramienta para promocionar el regreso. Un videoclip fue subido al canal de YouTube de SM Entertainment el 5 de febrero de 2021 y ha acumulado más de 51 millones de visualizaciones en la plataforma. Retratado en un estilo invernal, el visual muestra a Aespa en un país de las maravillas dentro de una bola de nieve con copos cayendo afuera. En una escena, las versiones virtuales del grupo observan a sus contrapartes humanas desde fuera.
El 6 de febrero de 2021, Aespa lanzó el vídeo de presentación de la versión «Cosy Winter Cabin». En el mismo, las integrantes están sentadas en una acogedora cabaña mientras la nieve cae afuera. Durante su participación en el Segundo Foro Mundial de la Industria Cultural (WCIF), Aespa interpretó el sencillo junto con «Black Mamba» y «Next Level» en un escenario que combinaba tecnologías AR y XR.

## Posicionamiento en listas
| Lista (2021)                                        | Mejor posición |
| --------------------------------------------------- | -------------- |
| Corea del Sur (Gaon Download Chart)                 | 28             |
| Estados Unidos (Billboard World Digital Song Sales) | 11             |

## Historial de lanzamiento
| País          | Fecha                | Formato                     | Distribuidora             |
| ------------- | -------------------- | --------------------------- | ------------------------- |
| Varios        | 5 de febrero de 2021 | Descarga digital, streaming | SM Entertainment          |
| Corea del Sur | 5 de febrero de 2021 | Descarga digital, streaming | SM Entertainment, Dreamus |